# Maury Travis
Maury Troy Travis (25 de outubro de 1965 - 10 de junho de 2002) foi um serial killer dos Estados Unidos acusado pelo assassinato de diversas mulheres numa área da fronteira entre o Missouiri e Illinois. No entanto, suicidou-se na prisão do condado de St. Louis, Missouri, aos 36 anos de idade, antes de ir a julgamento. Em carta ele admitiu ter matado 17 mulheres, mas o número permanece incerto, com algumas autoridades acreditando que ele pode ter feito até 20 vítimas. 
"Maury Travis era um homem muito, muito perturbado", escreveu o portal especializado Crimes and Consequences.
Ele é algumas vezes também chamado de o Andarilho Estrangulador (The Street Walker Strangler) e o Assassino do Videotape (Videotape Killer) uma vez que gravou a tortura de algumas vítimas.

## Biografia

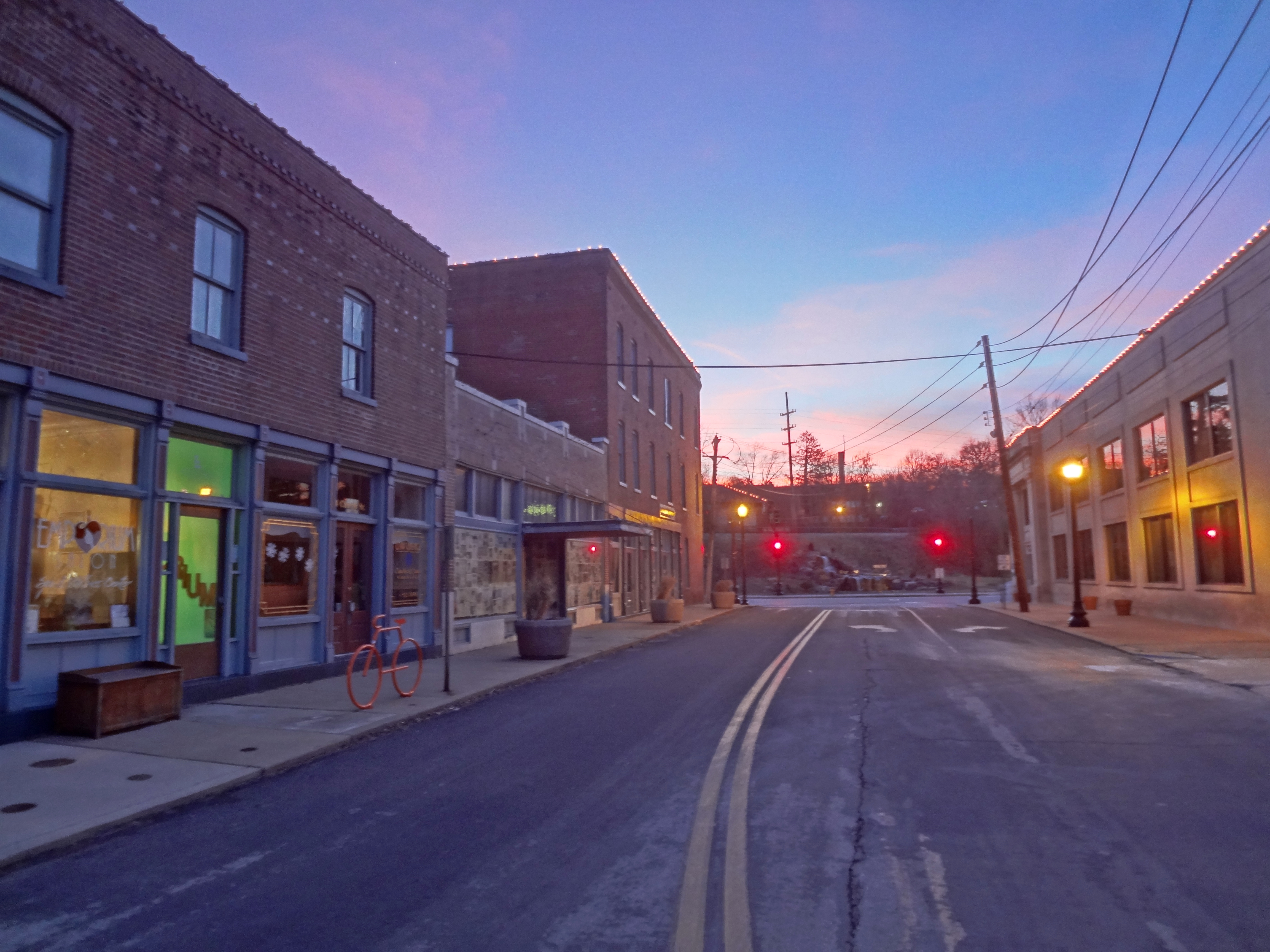
Imagem da cidade de Ferguson, onde Travis morava

Segundo portal Crimes and Consequences, ainda jovem Travis começou a matar insetos, tendo até matado o cachorro de um vizinho (isto, no entanto, é negado no portal Murderpedia). Quando foi para a faculdade, acabou se viciando em cocaína, o que lhe custava 300 dólares por dia. Com o vício descontrolado, ele abandonou os estudos e passou a roubar, sendo preso por este crime e também por envolvimento com drogas. Além do vício em entorpecentes, Travis também era adepto a sexo com prostitutas, muitas vezes optando por relações violentas. Na época dos assassinatos, estava em liberdade condicional por um assalto cometido em 1989 e trabalhava como garçom num hotel.
Antes, no entanto, quando era criança, segundo o Murderpedia nada havia acontecido em sua vida que fosse fora do padrão, apesar do divórcio de seus pais. Segundo o portal, os vizinhos, colegas e professores o descreveram como um "menino quieto e respeitoso" e não há indícios de que tenha sofrido violência física ou sexual.
Na época dos crimes, morava em Ferguson, Missouri, numa casa que pertencia a sua mãe. 

## Os crimes

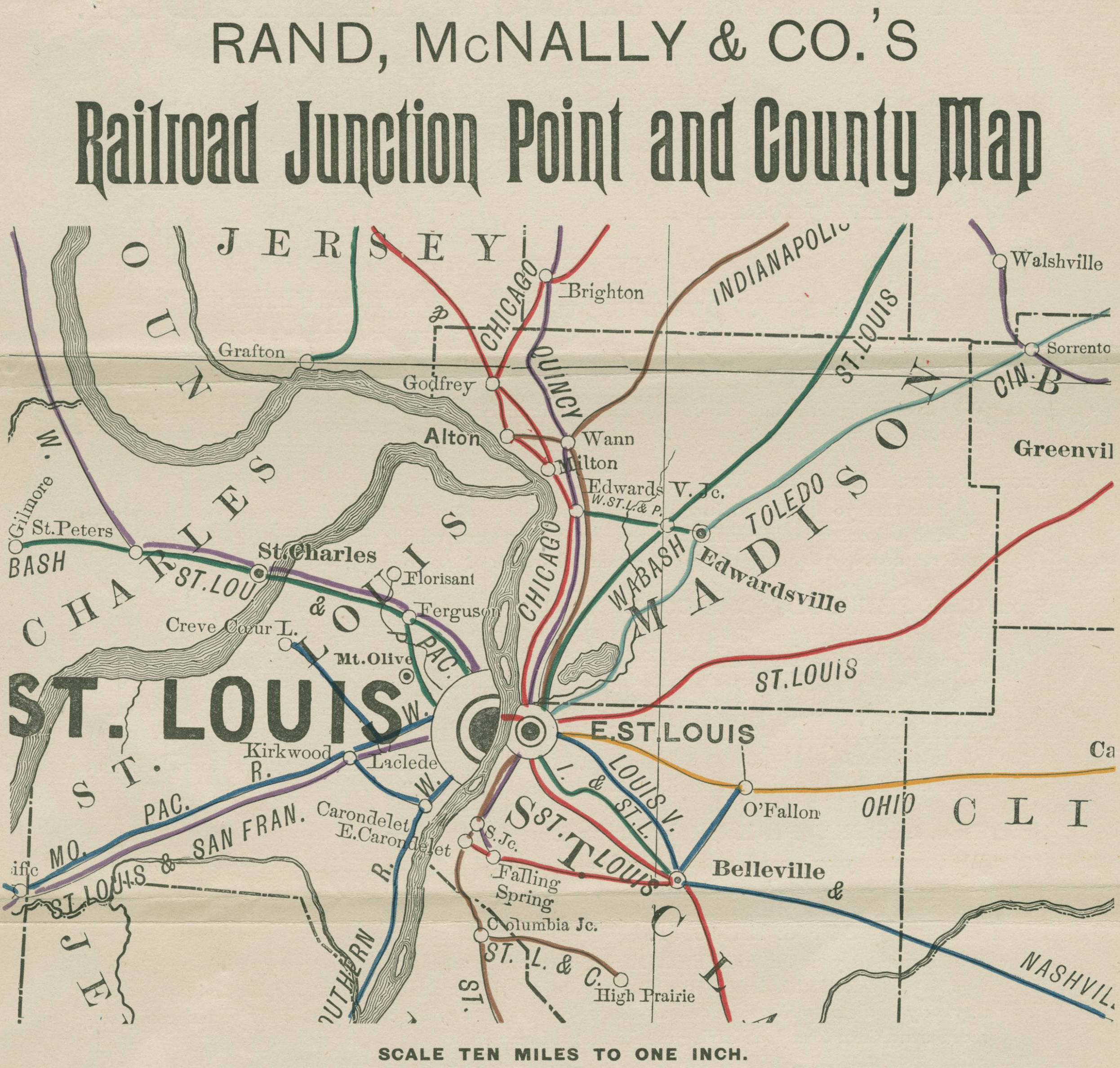
Mapa antigo mostra as área fronteiriça entre St Louis, Missouri, e East St Louis, Illinois

Entre março de 2001 e maio de 2002, vários corpos de mulheres negras, geralmente prostitutas viciadas, foram encontrados nas ruas e estradas rurais na região de St. Louis, no Missouri. Também houve casos em East St. Louis e Washington Park, Illinois, sendo todas estas cidades vizinhas, na fronteira entre os dois estados.
Ele atraía as vítimas oferecendo dinheiro e drogas e depois as levava até o porão de sua casa, em Ferguson, onde algumas foram acorrentadas, torturadas e possivelmente mortas. A violência era, algumas vezes, gravada em fitas. 
Apesar dos inúmeros casos, apenas a vítima Betty James foi reconhecida numa das fitas de vídeo. Além dela, Yvonne Crues e Brenda Beasley foram ligadas a Travis devido a provas de DNA e uma vítima desconhecida, referida por ele como "dezessete" (ver abaixo Jane Doe 5) foi encontrada a partir de indicações feitas num mapa pelo próprio assassino. 

### Vítimas
No total, a polícia lhe atribuiu 12 mortes:
- Mary Shields, 61: restos mortais encontrados em East St. Louis no dia 31 de julho de 2000; a polícia acredita que ela foi a primeira vítima de Travis
- Cassandra F. Walker, 19: corpo descoberto em 24 de março de 2001 em Washington Park, Illinois
- Alysa Greenwade, 34: corpo encontrado em Washington Park em 1º de abril de 2001
- Teresa Wilson: 36 anos, corpo encontrado em 15 de maio de 2001 em West Alton, Missouri
- Betty James, 46: corpo descoberto em St. Louis em 23 de maio de 2001; a polícia reconheceu James numa fita de vídeo encontrada na casa de Travis e combinou o rastro de um pneu do carro do assassino com uma marca deixada na perna da vítima
- Verona Thompson, 36: corpo encontrado em 29 de junho de 2001 em West Alton, a apenas alguns metros de onde Wilson foi encontrada
- Yvonne Crues, 50: corpo encontrado em 25 de agosto de 2001 em East St. Louis; sêmen encontrado no corpo ligou a vítima a Travis
- Brenda Beasley, 33: corpo encontrado em East St. Louis em 08 de outubro de 2001; sêmen encontrado no corpo ligou a vítima a Travis
- Jane Doe 2: esqueleto encontrado perto de Mascouta, Illinois, em 30 de janeiro de 2002
- Jane Doe 3: esqueleto descoberto em 11 de março de 2002 perto de Highland Park, Illinois
- Jane Doe 4: esqueleto encontrado em Columbia, Illinois, em 28 de março de 2002
- Jane Doe 5: esqueleto encontrado em West Alton em 25 de maio; foi a mulher "dezessete" encontrada a partir do mapa (ver abaixo)

## Investigações e prisão
De maio a outubro de 2001, quatro mulheres apareceram torturadas e estranguladas em St Louis, Teresa Wilson, Verona Thompson, Yvonne Crues e Brenda Beasley, após o que o jornal da cidade Post-Dispatch publicou um artigo sobre o perfil de Wilson, ao qual Travis respondeu enviando uma carta anônima e um mapa gerado por computador indicando onde havia um outro corpo. A carta tinha um endereço de retorno de I THRALLDOM, um site de bondage, mas nenhuma outra identificação. No entanto, o mapa foi reconhecido como tendo vindo do Expedia.com e uma investigação mais aprofundada guiou a polícia até Travis. Em sua carta ao jornal, Travis havia escrito: "vou lhe dizer onde estão muitos outros [corpos]" e "para provar que sou real, aqui estão as direções para o [corpo] número dezessete." 
Travis foi preso em 7 de junho de 2002. "Maldita Internet", teria dito ao ser informado como havia sido rastreado. Enquanto estava na prisão, os investigadores revistaram sua casa em Ferguson, descobrindo uma câmara de tortura com instrumentos de tortura, incluindo uma arma de choque. Também encontraram recortes de jornais de alguns de seus crimes e fitas de vídeo, uma delas com o título de "Your Wedding Day" (o Dia do Seu Casamento) onde ele havia gravado a violência cometida contra as vítimas, que incluía amarrar as vítimas num poste, inserir objetos em suas vaginas e ofendê-las com palavrões. "As cenas na fita eram tão perturbadoras que o chefe de polícia Joe Mokwa ordenou aconselhamento psicológico para os policiais que as viram", reportou o ABC News em 2014.

## Morte
Antes que pudesse ser julgado pelos crimes, Travis se enforcou em sua cela na prisão em Clayton, condado de St. Louis, em 10 de junho de 2002. Ele havia sido posto em vigilância suicida, no entanto, acabou se enforcando num momento de descuido dos guardas.
Ele já havia ameaçado suicídio enquanto estava preso por rougo, pedindo às autoridades revisão de sua pena e reclamando das prisões nas quais ficava.
Em sua carta de despedida disse que amava a mãe, mas que nunca havia sido feliz em qualquer momento da vida e que havia estado mentalmente doente desde os 14 anos de idade. "Esta é a melhor solução... não quero ficar preso o resto da minha vida".

## Curiosidades
Em 2014, uma mulher chamada Catrina McGhaw havia alugado a casa onde os crimes tinham acontecido, mas após saber dos fatos, pediu à proprietária, a mãe de Travis, para rescindir o contrato. Catrina também revelou que a mãe do assassino a havia presenteado com a mesa que aparece nas cenas das fitas. "Você pode ficar com esta mesa, se quiser", teria dito.